# Siargao
Siargao is een kleine eilandengroep in de Filipijnen en tevens het hoofdeiland van de groep. Het ligt in de  provincie Surigao del Norte, ten noordoosten van Mindanao en ten zuidoosten van het eiland Dinagat.
Het eiland staat bekend om zijn goede surfmogelijkheden.

## Geografie

### Bestuurlijke indeling
Op het eiland liggen de volgende 8 gemeenten:
| - Burgos - Dapa - Del Carmen - General Luna | - Pilar - San Benito - San Isidro - Santa Monica |